# 悪魔に食われろ青尾蠅
『悪魔に食われろ青尾蠅』（あくまにくわれろあおおばえ、Devil Take the Blue-Tail Fly）は、ジョン・フランクリン・バーディンによる推理小説。

## 概要
1946年に出版された『死を呼ぶペルシュロン』、翌1947年に出版された『殺意のシナリオ』と併せて「ニューロティック・スリラー」と呼ばれる作品群に属する（ニューロティックとは「神経症的」を意味する）、バーディンの長編第3作で、最も高く評価された作品の1つ。
内容が本国アメリカでは受け入れられずに出版を拒否され、イギリスのゴランツ書店から出版された。アメリカで出版されたのは、1967年になってからだった。バーディンは本作と『殺意のシナリオ』でスウェーデンの翻訳小説の賞、マルティン・ベック賞を受賞した。
日本では1999年に翔泳社から出版され、2010年に東京創元社より文庫化された。
ハープシコード奏者のエレン・パーセルが2年間入院していた精神病院を退院するところから、物語は始まる。